# I liga słowacka w piłce nożnej (2023/2024)
1. slovenská futbalová liga (2023/2024) (znana jako Niké liga ze względów sponsorskich) była 31. edycją najwyższej klasy rozgrywkowej piłki nożnej na Słowacji.
Brało w niej udział 12 drużyn, które w okresie od 28 lipca 2023 do 18 maja 2024 rozegrały w dwóch fazach 32 kolejki meczów. Sezon zakończył baraż o miejsce w przyszłym sezonie w Niké liga. Slovan Bratysława zdobył szósty tytuł z rzędu, a 14. w swojej historii.

## Drużyny
| Uczestnicy poprzedniej edycji                                                                                 | Uczestnicy poprzedniej edycji | Uczestnicy poprzedniej edycji | Uczestnicy poprzedniej edycji |
| --- | ----------------------------- | ----------------------------- | ----------------------------- |
| SLB | Slovan Bratysława             | 1                             |                               |
| DDS | DAC Dunajská Streda           | 2                             |                               |
| STN | Spartak Trnawa                | 3                             |                               |
| ŽPO | FK Železiarne Podbrezová      | 4                             |                               |
| DBB | Dukla Bańska Bystrzyca        | 5                             |                               |
| ŻYL | MŠK Žilina                    | 6                             |                               |
| RUŻ | MFK Ružomberok                | 7                             |                               |
| SKA | Skalica                       | 8                             |                               |
| TRE | AS Trenczyn                   | 9                             |                               |
| ZMI | Zemplín Michalovce            | 10                            |                               |
| po barażach                                                                                                   |                               |                               |                               |
| ZLM | FC ViOn Zlaté Moravce         | 11                            |                               |
| Awans z 2. ligi                                                                                               |                               |                               |                               |
| KOS | FC Košice                     | 1                             |                               |
| Oznaczenia: - kolumna pierwsza – skróty nazw drużyn, - kolumna trzecia – miejsce zajęte w poprzednim sezonie. |                               |                               |                               |

## Faza zasadnicza
| Lp. | Drużyna               | M  | Z  | R | P  | B+ | B– | +/– | Pkt | Kwalifikacja      |  | SLO | ŽIL | TRN | DAC | POD | RUŽ | TRE | DUK | SKA | KOŠ | ZMI | ZLM |
| --- | --------------------- | -- | -- | - | -- | -- | -- | --- | --- | ----------------- |  | --- | --- | --- | --- | --- | --- | --- | --- | --- | --- | --- | --- |
| 1   | Slovan Bratislava     | 22 | 18 | 3 | 1  | 57 | 16 | +41 | 57  | grupa mistrzowska |  |     | 2–0 | 2–0 | 2–1 | 3–2 | 2–2 | 2–0 | 2–2 | 1–0 | 4–0 | 5–1 | 4–1 |
| 2   | Žilina                | 22 | 12 | 5 | 5  | 40 | 30 | +10 | 41  | grupa mistrzowska |  | 0–4 |     | 1–0 | 5–1 | 2–1 | 3–1 | 5–2 | 1–4 | 5–3 | 1–0 | 1–1 | 3–2 |
| 3   | Spartak Trnawa        | 22 | 12 | 3 | 7  | 31 | 22 | +9  | 39  | grupa mistrzowska |  | 1–2 | 0–2 |     | 1–2 | 2–0 | 2–2 | 1–2 | 2–0 | 2–0 | 3–0 | 1–0 | 1–0 |
| 4   | DAC Dunajská Streda   | 22 | 10 | 7 | 5  | 31 | 21 | +10 | 37  | grupa mistrzowska |  | 3–1 | 1–1 | 0–1 |     | 3–2 | 1–1 | 0–0 | 1–2 | 1–0 | 5–2 | 2–1 | 3–0 |
| 5   | Železiarne Podbrezová | 22 | 10 | 4 | 8  | 40 | 34 | +6  | 34  | grupa mistrzowska |  | 0–6 | 2–0 | 1–2 | 0–0 |     | 5–0 | 2–2 | 2–2 | 1–0 | 5–3 | 2–1 | 1–0 |
| 6   | Ružomberok            | 22 | 9  | 7 | 6  | 28 | 31 | −3  | 34  | grupa mistrzowska |  | 1–2 | 0–2 | 1–0 | 1–1 | 2–1 |     | 1–0 | 2–1 | 2–1 | 1–0 | 0–0 | 2–0 |
| 7   | Trenčín               | 22 | 9  | 7 | 6  | 31 | 23 | +8  | 34  | grupa spadkowa    |  | 0–2 | 0–0 | 2–3 | 1–0 | 1–2 | 4–1 |     | 1–0 | 0–0 | 4–1 | 2–0 | 4–1 |
| 8   | Dukla Banská Bystrica | 22 | 9  | 7 | 6  | 38 | 30 | +8  | 34  | grupa spadkowa    |  | 1–4 | 3–1 | 1–2 | 0–0 | 1–4 | 1–1 | 1–1 |     | 2–1 | 1–1 | 3–1 | 1–1 |
| 9   | Skalica               | 22 | 6  | 5 | 11 | 19 | 25 | −6  | 23  | grupa spadkowa    |  | 1–2 | 1–1 | 0–0 | 0–1 | 3–0 | 1–0 | 0–0 | 0–3 |     | 1–0 | 2–1 | 2–0 |
| 10  | Košice                | 22 | 4  | 5 | 13 | 19 | 45 | −26 | 17  | grupa spadkowa    |  | 0–0 | 0–3 | 0–2 | 0–3 | 0–0 | 2–2 | 0–3 | 2–4 | 2–1 |     | 2–1 | 1–0 |
| 11  | Zemplín Michalovce    | 22 | 1  | 7 | 14 | 19 | 42 | −23 | 10  | grupa spadkowa    |  | 0–2 | 1–1 | 3–4 | 0–0 | 1–5 | 0–1 | 0–0 | 0–3 | 1–1 | 0–2 |     | 4–1 |
| 12  | ViOn Zlaté Moravce    | 22 | 0  | 4 | 18 | 14 | 48 | −34 | 4   | grupa spadkowa    |  | 0–3 | 1–2 | 1–1 | 0–2 | 0–2 | 2–4 | 1–2 | 0–2 | 0–1 | 1–1 | 2–2 |     |

1. 1 2 3 4  Mecze bezpośrednie, liczba punktów: Podbrezová 11, Ružomberok 9, Trenčín 8, Dukla Banská Bystrica 3.

## Faza finałowa
| Grupa mistrzowska |                           |    |    |    |    |    |    |     |    |                                                 |  |     |     |     |     |     |     |     |     |     |     |     |     |
| 1                 | Slovan Bratislava (M)     | 32 | 23 | 4  | 5  | 76 | 31 | +45 | 73 | Liga Mistrzów UEFA • I runda kwalifikacyjna     |  |     | 0–0 | 0–2 | 2–3 | 5–1 | 2–1 |     |     |     |     |     |     |
| 2                 | DAC Dunajská Streda       | 32 | 16 | 10 | 6  | 49 | 32 | +17 | 58 | Liga Konferencji UEFA • II runda kwalifikacyjna |  | 5–3 |     | 1–0 | 2–1 | 0–0 | 3–1 |     |     |     |     |     |     |
| 3                 | Spartak Trnawa            | 32 | 18 | 3  | 11 | 47 | 29 | +18 | 57 | Liga Konferencji UEFA • II runda kwalifikacyjna |  | 1–2 | 3–0 |     | 1–0 | 1–0 | 5–0 |     |     |     |     |     |     |
| 4                 | Žilina                    | 32 | 16 | 7  | 9  | 54 | 45 | +9  | 55 |                                                 |  | 0–3 | 2–3 | 2–0 |     | 0–0 | 3–2 |     |     |     |     |     |     |
| 5                 | Ružomberok (P)            | 32 | 12 | 11 | 9  | 38 | 43 | −5  | 47 | Liga Europy UEFA • I runda kwalifikacyjna       |  | 0–1 | 1–1 | 2–1 | 1–1 |     | 3–2 |     |     |     |     |     |     |
| 6                 | Železiarne Podbrezová     | 32 | 11 | 4  | 17 | 49 | 60 | −11 | 37 |                                                 |  | 2–1 | 0–3 | 0–2 | 1–2 | 0–2 |     |     |     |     |     |     |     |
| Grupa spadkowa    |                           |    |    |    |    |    |    |     |    |                                                 |  |     |     |     |     |     |     |     |     |     |     |     |     |
| 7                 | Dukla Banská Bystrica     | 32 | 14 | 9  | 9  | 50 | 41 | +9  | 51 |                                                 |  |     |     |     |     |     |     |     | 4–2 | 2–2 | 2–1 | 0–1 | 0–0 |
| 8                 | Trenčín                   | 32 | 13 | 10 | 9  | 48 | 34 | +14 | 49 |                                                 |  |     |     |     |     |     | 2–0 |     | 1–3 | 1–2 | 1–0 | 4–0 |     |
| 9                 | Skalica                   | 32 | 11 | 7  | 14 | 35 | 38 | −3  | 40 |                                                 |  |     |     |     |     |     | 1–2 | 0–4 |     | 1–0 | 0–0 | 4–1 |     |
| 10                | Košice                    | 32 | 7  | 6  | 19 | 27 | 56 | −29 | 27 |                                                 |  |     |     |     |     |     | 0–1 | 0–0 | 1–2 |     | 2–0 | 0–2 |     |
| 11                | Zemplín Michalovce (B, O) | 32 | 6  | 9  | 17 | 29 | 48 | −19 | 27 | baraż o utrzymanie                              |  |     |     |     |     |     |     | 2–0 | 0–0 | 1–3 | 1–0 |     | 3–0 |
| 12                | ViOn Zlaté Moravce (S)    | 32 | 2  | 6  | 24 | 21 | 66 | −45 | 12 | spadek do 2. ligi                               |  |     |     |     |     |     |     | 0–1 | 2–2 | 1–0 | 1–2 | 0–2 |     |

1. ↑  Zwycięzcą Pucharu Słowacji została drużyna spoza miejsca 1-3, dlatego też spotkania barażowe o miejsce w eliminacjach Ligi Konferencji UEFA nie były konieczne. (12. Systém súťaží b)[7].
2. 1 2  Mecze bezpośrednie, liczba punktów: Košice 9, Zemplín Michalovce 3.

## Baraż o utrzymanie
Zemplín Michalovce wygrały 3-2 dwumecz z Petržalka wicemistrzem II ligi słowackiej o miejsce w I lidze słowackiej na sezon 2024/2025.
| 23 maja 2024 | Petržalka                                 | 2:1   | Zemplín Michalovce |                                                                         |
| 17:30        | Roman Begala 20' · Lukáš Gašparovič 45+1' | (2:1) | 40' Igor Žofčák    | Štadión FC Petržalka 1898, Petržalka Widzów: 3898 Sędzia: Erik Gemzický |

| 25 maja 2024 | Zemplín Michalovce                          | 2:0   | Petržalka |                                                                           |
| 16:30        | Pavel Halouska 9' (sam.) · Enzo Arevalo 32' | (2:0) |           | Mestský futbalový štadión, Michalovce Widzów: 2986 Sędzia: Peter Kráľovič |

## Najlepsi strzelcy
| Bramki | Strzelcy          | Drużyna               |
| ------ | ----------------- | --------------------- |
| 13     | Tigran Barseghian | Slovan Bratislava     |
| 13     | Róbert Polievka   | Dukla Banská Bystrica |
| 12     | Martin Rymarenko  | Dukla Banská Bystrica |
| 12     | Matej Trusa       | DAC Dunajská Streda   |
| 11     | David Strelec     | Slovan Bratislava     |
| 10     | Michal Ďuriš      | Spartak Trnawa        |
| 10     | Njegoš Kupusović  | Trenčín               |
| 10     | Nino Marcelli     | Slovan Bratislava     |
| 10     | Matúš Marcin      | ViOn Zlaté Moravce    |
| 9      | Aleksandar Čavrić | Slovan Bratislava     |
| 9      | Dávid Ďuriš       | Žilina                |
| 9      | Žan Medved        | Košice                |
| 9      | Marko Tolić       | Slovan Bratislava     |

Źródło: 

## Stadiony
| AS Trenčín               |
| ------------------------ |
| Štadión na Sihoti        |
| 4 200 (planowane 10 000) |
|                          |

| FK Dukla Bańska Bystrzyca |
| ------------------------- |
| Štadión SNP               |
| 7 900                     |
|                           |

| DAC 1904 Dunajská Streda |
| ------------------------ |
| MOL Aréna                |
| 12 700                   |
|                          |

| FC Košice                |
| ------------------------ |
| Košická futbalová aréna  |
| 5 836 (planowane 12 658) |
|                          |

| MFK Ružomberok       |
| -------------------- |
| Štadión pod Čebraťom |
| 4 817                |
|                      |

| MFK Skalica             |
| ----------------------- |
| Mestský štadión Skalica |
| 1 500                   |
|                         |

| Slovan Bratysława |
| ----------------- |
| Tehelné pole      |
| 22 500            |
|                   |

| Spartak Trnawa              |
| --------------------------- |
| Štadión Antona Malatinského |
| 19 200                      |
|                             |

| MFK Zemplín Michalovce    |
| ------------------------- |
| Mestský futbalový štadión |
| 4 440                     |
|                           |

| FC ViOn Zlaté Moravce |
| --------------------- |
| Štadión FC ViOn       |
| 4 000                 |
|                       |

| FK Železiarne Podbrezová |
| ------------------------ |
| ZELPO Aréna              |
| 4 061                    |
|                          |

| MŠK Žilina         |
| ------------------ |
| Štadión pod Dubňom |
| 11 258             |
|                    |

Źródło: 